# Unimog 408
Der Unimog 408 ist ein Fahrzeug der Unimog-Reihe von Mercedes-Benz. Die Daimler AG baute ihn als Nachfolger des Unimog 407 zwischen 1992 und 2001 im Mercedes-Benz-Werk Gaggenau. Es entstanden von dieser leichten Unimog-Baureihe insgesamt 2050 Fahrzeuge in vier Baumustern.
Er wurde zusammen mit dem mittelschweren Unimog 418 gebaut, die beide mit neu entwickelten, eckigen Fahrerhäuser erhältlich waren: entweder als Hochdach oder mit normaler Höhe. Zusätzlich war auch die Motorhaube in zwei Varianten erhältlich: mit einer „Sichtkanalmotorhaube“ mit einer an der Fahrerseite abgeflachten Stelle oder mit einer symmetrischen Motorhaube.
2001 wurde der Unimog 408 vom aktuellen Modell Unimog 405 abgelöst, während der Unimog 418 als letzter Vertreter der mittelschweren Baureihe schon 1998 auslief.

## Baumuster des Unimog 408
| Baumuster | Modellbezeichnung | Fahrerhaus  | Radstand | Leistung     | Produktionszahlen |
| --------- | ----------------- | ----------- | -------- | ------------ | ----------------- |
| 408.100   | U90               | geschlossen | 2690 mm  | 65 kW        | 825               |
| 408.101   | U90 turbo         | geschlossen | 2690 mm  | 85 kW        | 757               |
| 408.215   | U100L             | geschlossen | 3220 mm  | 65 kW, 71 kW | 96                |
| 408.216   | U100L turbo       | geschlossen | 3220 mm  | 85 kW        | 372               |